# Tierra de cantores
Tierra de cantores es una telenovela colombiana producida por Caracol Televisión y estrenada oficialmente el 11 de agosto de 2010. La historia, en formato de saga, muestra parte de la cultura vallenata en un recorrido a través de cuatro generaciones. La primera parte contó con la participación de un auténtico descendiente de una de las dinastías más importantes de este folclore. Está protagonizada por Beto Villa Jr, Alejandro Palacios, Matilde Lemaitre y Eileen Moreno.

## Sinopsis
La historia gira en torno al vallenato, reviviendo los comienzos de este ritmo musical hacia finales del siglo XIX. La serie cuenta con 4 temporadas que relatan las generaciones desde el siglo XIX hasta el año 2000. La segunda temporada contó también con la participación del cantante vallenato Alejandro Palacio. Su tercera temporada volvió a ser protagonizada por Beto Villa Jr y la cuarta temporada por Alejandro Palacio. En los Premios India Catalina y TVyNovelas fue el único producto del Canal Caracol que tuvo nueve nominaciones como Rosario Tijeras.

## Primera generación
Transcurre en Colombia en el año 1860. Emiliano Larios, un joven cantante al que su familia educó para ser cura, vivía con su madre Berta y con sus dos hermanas, Ofelia y Aurora. Aurora era la única de su casa que pensaba que Emiliano no servía para cura. Emiliano un día conoció a Blanca Moscote, una mujer recién llegada de Europa, hija del coronel Moscote. Cuando esta llega tras la muerte de su padre encuentra su hacienda destruida y decide hacerse cargo de ella. Cuando Emiliano y Blanca se conocen, se enamoran perdidamente y Emiliano dice que dejará su idea de volverse cura, pero todo se esfuma cuando se descubre que Blanca se casó en Italia y su marido viene a buscarla. En ese momento, Emiliano decide irse para Cuba a volverse cura pero allí conoce el acordeón y no le gusta lo que vive en el seminario. Decide devolverse a su país y con su acordeón regresa convirtiéndose en un gran músico. En su país de nuevo se reencuentra con Blanca y deciden volarse juntos. Alguien se entera de su fuga y avisa a Giussepe Palermo esposo de Blanca y a su hermano mayor Macario Moscote quienes van en su búsqueda y matan a Emiliano. Fruto de esa noche que alcanzaron a pasar juntos nace Francisco Moscote. Al año de la muerte de Emiliano llegó al país el primer envío de acordeones, que empezarían a llegar por montones desde la fábrica Hohner en Alemania. 

### Elenco
- Beto Villa Jr: Emiliano Larios

Emiliano nació con un talento prodigioso para la música. Instrumento que tomaba, aprendía a tocarlo. Esa habilidad la acompañaba con otro maravilloso don: un vozarrón tan potente que fascinaba a quien lo oyera cantar. No había fiesta ni bazar en la que Emiliano no fuera el centro de atracción. A donde llegaba, la gente le pedía que cogiera su guitarra y los deleitara con su originales coplas. A pesar de llevar la música en la sangre, su mamá y hermana mayor lo tenían destinado para obispo. Llevaban años ahorrando los pocos pesos que tenían para poderlo mandar a un seminario en Navarra, donde se convertiría en cura. Con tanta insistencia por parte de su familia, y no queriéndolas defraudar, Emiliano se había convencido de que su camino era ese y por eso, a pesar de ser uno de los hombres más buen mozos del Valle y de tener a la mitad de jovencitas suspirando por él, las alejaba muy diplomático haciéndoles saber que no tenía vocación de marido, sino de cura. Sólo cuando conoció a Blanca Moscote, se dio cuenta de que su destino no era servir a Dios, sino amar a esta hermosa mujer que se le había atravesado en su camino. 
- Felipe Galofre: Florentino
- Matilde Lemaitre: Blanca Moscote

Blanca al contrario de su hermano, siempre ha sido una mujer muy educada, noble y correcta. Trata bien a los empleados de la hacienda y nunca los pordebajea ni abusa de ellos como Macario. En el pueblo es admirada por su extraordinaria belleza y su gran corazón. Su único defecto es que es una mujer muy impulsiva y en ocasiones terca. Cuando quiere algo no descansa hasta conseguirlo. Algunas veces las cosas le funcionan, pero en otras se le salen de las manos. Después de estar estudiando en el internado en España, Blanca se vuelve una mujer más liberal que las mujeres de su región. Se casa después de un fulminante idilio pero no duda un segundo en dejar a su nuevo marido italiano cuando descubre que él le es infiel con un hombre. Decidida a seguir con su vida, regresa al país, y allá se encuentra con que su hermano está acabando con la hacienda que los dos heredaron de sus padres. 
- Julio Echeverry: Macario Moscote

Macario, el hijo mayor de los Moscote, siempre fue el niño de los ojos de su mamá. La fascinación de esta mujer por su hijo era tanta, que el peladito desde chiquito, siempre hizo lo que quiso. No había capricho que no se le concediera y por eso creció siendo un hombre altanero, irresponsable y mandón. Al morir su mamá, su padre Abel trató de ajuiciarlo, pero sus esfuerzos fueron en vano. En su lecho de muerte, lamentó no haber tenido más mano dura con su hijo, y se fue a la tumba temiendo que su primogénito acabara con la hacienda que con tanto esfuerzo había construido. Desde que Macario tomó las riendas de la hacienda, los trabajadores han tenido que vivir un infierno. Lo único que ruegan es que Blanca vuelva pronto de Europa a ver si logra salvar lo que queda de ésta.
- Felipe Solano: el Padre Cosme

El padre Cosme, como la mayoría de sus colegas de su época, defiende a capa y espada la tradición, la moral y familia. Es un padre conservador que ve con malos ojos todo lo que se salga de las reglas y las sanas costumbres. A pesar de su firmeza y dureza en el púlpito, el padre Cosme es una persona generosa que le ayuda a los pobres de buen corazón. Tiene especial cariño por la familia Larios por considerarlos gente muy piadosa y correcta. Apoya por completo la idea de enviar a Emiliano a estudiar al seminario, porque no quiere que la gente de la hacienda, con tantos vicios y mañas, lo corrompa.
- Ana María Jaraba: Ofelia Larios

Ofelia ya estaba condenada desde muy joven a vestir santos. En la época en que todas sus amigas estaban siendo cortejadas por los jóvenes del pueblo, Ofelia pasaba las horas rezando y a ayudándole a su mamá y al padre Cosme con todo lo que tuviera que ver con la iglesia. Resignada a ser para siempre la beata de su casa, Ofelia había puesto todas sus esperanzas de un futuro económico más cómodo, en las manos de su hermano Emiliano. Rezaba todos los días para que él llegara a ser obispo y le pudiera dar una casa a ella, a su mamá y su hermana donde pudieran vivir sin tantas penas el resto de sus vidas. 
- Lorena Álvarez: Aurora Larios

Aurora siempre fue una niña muy extraña. Dijo sus primeras palabras a los cinco años cuando ya todos pensaban que ella iba a quedarse muda de por vida. Pálida como el mármol y hermosa como un ángel, pasaba la mayor parte del día contemplando las flores y los pájaros en el solar. Le gustaba muy poco la presencia de la gente. Sabía leer muy bien los corazones de los demás y en la mayoría de ellos, no veía cosas buenas. Sólo con Emiliano, su hermano del alma, se sentía completamente en paz. Apenas se despertaba, lo ponía a cantar coplas en su guitarra, y así podía pasar el resto del día sin importarle lo que pasara afuera en el mundo. Cuando cumplió nueve años, empezó a soñar las cosas antes de que ocurrieran, y en el pueblo pronto corrió el rumor de que Aurora tenía poder especiales y hasta decían que más de una vez la habían visto sonámbula haciéndoles mandados a los muertos.
- Maribel Abello: Berta de Larios
- Katerine Porto: Rosaura
- Antoni di Conza: Giuseppe

Giuseppe Palermo es descendiente de una familia aristócrata italiana con mucho poder y prestigio. Desde pequeño ha vivido rodeado de lujos y excesos en un hermoso palacete a las afueras de Florencia. Cuando llegó a la adolescencia se dio cuenta de que poco le interesaban las mujeres y desde ese momento se volvió un maestro en el arte de las mentiras y las apariencias. Como podía entraba sus amantes en el palacete y los escondía de su familia y de todos los sirvientes. No pasó mucho tiempo antes de que su mamá, la duquesa, se diera cuenta de las inclinaciones de su hijo y le pidió que se casara para guardar las apariencias. Giuseppe viajó a España, donde conoció a Blanca, una hermosa jovencita del nuevo mundo que estudiaba en un internado, le propuso matrimonio a los pocos días de conocerse y ella muy enamorada aceptó sin saber las verdaderas intenciones de su adorado marido.
- Jacques Toucmanian:
- Sofía Blanchet: Marie Lafourie
- Mario Espitia: Efrén Valencia

Efrén es amigo de Emiliano desde que eran niños. Su familia vivía a una cuadra de la casa de los Larios. Desde pequeños compartieron todas sus aventuras y ahora que se volvieron muchachos, la vida los condujo en el mismo camino cuando los dos consiguieron trabajo en la hacienda de los Moscote. Efrén, al contrario de Emiliano, nunca tuvo vocación religiosa. Para él estaban primero los placeres que el mismo Dios. Le encantan la música festiva, el trago y las mujeres. La vida de los curas le parecía contra natura y por eso se convirtió en el más ferviente opositor de la idea de que su mejor amigo se fuera de cura. Para él, Emiliano había nacido para la música y para vivir en esta patria.
- Édgar Vittorino: Rosendo
- Nathaly Torres: Tulia
- Nikolás Rincón:
- Ángela Vergara: Salomé

## Segunda generación
Colombia 1930, La historia de amor de esta etapa la protagonizan Abel Moscote, hijo de Francisco y nieto de Emiliano, y Ada Luz. Ellos se conocen un día que Abel tenía su mano dañada por culpa de un marido furioso y se encuentran en la carretera, cuando Adaluz iba de Riohacha hasta Barranquilla con sus dos nodrizas buscando en donde quedarse.  A la casa de Abel llegan como huéspedes Diomedes y Concepción, dos primos que lo perdieron todo en un incendio.  Ellos deciden armar una agrupación con Abel, Diomedes toca la caja, Conchita disfrazada de hombre el acordeón, convirtiéndose en Conrado y Abel canta. En su primera presentación no les va bien, es cuando deciden irse para Barranquilla a trabajar en la emisora. Ángel María Oñate, padre de Adaluz, es el dueño de la emisora y les da trabajo con dos condiciones, una es que tocarán de 5 a 6 a. m., el peor horario y dos que no puede pretender a su hija.  El día que empieza a trabajar sólo lo escuchan su abuela y Adaluz, ese mismo día por la tarde Adaluz va con varias compañeras y al final aprovecha para hablar con Abel. De allí en adelante Abel promociona todos los toques que van a hacer en “La hora vallenata” para que Adaluz se entere y pueda ir a encontrarse con él. Después de varios acontecimientos todos los protagonistas regresan al pueblo.  Al llegar allí hacen un concierto en la plaza principal y después inauguran la emisora “Radio Familia Vallenata”, la emisora transmite para Valledupar y todo el mundo. La emisora “Radio Familia Vallenata” se vuelve famosa y por allí pasan todos los artistas vallenatos, es en este momento cuando la ciudad empieza a llamarse la capital vallenata. 

### Elenco
- Alejandro Palacio: Abel Moscote

Abel Moscote heredó de su abuelo Emiliano Moscote, el talento prodigioso para tocar acordeón, y de su papá Francisco, su gran voz. Desafortunadamente también heredó de ellos, la extraña habilidad de meterse en problemas por culpa de las mujeres. Desde que tiene uso de razón, el acordeón y ellas, han sido motivo de alegrías, pero también de inmensas penas. A sus veintisiete años, no ha habido mujer, soltera, casada, viuda, rica o pobre que se haya resistido a sus encantos, pero tampoco ha conocido a ninguna que haya logrado ajuiciarlo. No hay nadie en el valle que cante y encante como él. Orgulloso de su linaje, no se intimida ante ningún músico de la región, y por eso más de uno, se muere de la envidia y no ven la hora de que algo extraordinario pase para acabar con el reinado del hombre que mejor canta y toca el acordeón.
- Daniella Donado: Ada Luz Oñate

No hay una mujer más hermosa que Ada Luz en la región. Desde que nació, deslumbró a todo el mundo con su inigualable belleza, y ahora que cumplió diecisiete años, por donde pasa, deja mudos a todos los hombres con su rostro angelical y con una sonrisa que ilumina hasta la noche más oscura. La fama de su belleza ha traspasado su ciudad, y en los pueblos cercanos se ha creado una leyenda sobre la belleza de la señorita del barrio San Roque. Ada Luz, la niña de los ojos de su papá, es una mujer dulce, responsable y trabajadora. Su belleza no la ha hecho ni engreída, ni vanidosa y eso solo aumenta la fascinación que todos los hombres sienten por ella. Ada Luz, al igual que a su papá, le encanta la música y en el fondo sueña con trabajar algún día a su lado en la emisora, aunque por el momento está dedicada a prepararse para el reinado para darle gusto a su mamá.
- Diana Santamaría: Yesenia Cervantez
- Fernando Solorzano: Ángel María Oñate

Ángel María es un hombre fuerte y robusto que inspira respeto y admiración. Su fortuna la hizo a pulso trabajando arduamente en varios negocios en el puerto hasta que encontró su verdadera vocación con la llegada de la radio al país. Cuando supo del maravilloso invento, invirtió la mitad de su fortuna para fundar la primera emisora de la costa Caribe y a esta ha dedicado todo su esfuerzo y dedicación. Ángel María es un hombre alegre, ocurrente y generoso, pero puede volverse una fiera cuando se trata de defender el honor de lo más preciado que tiene en la vida, su hermosa hija Ada Luz. En Barranquilla, muy pocos se atreven a pretender a Ada Luz por tenerle miedo a su padre.
- Mirian de Lourdes: Aurora Larios
- Yaneth Waldman: Teresa
- Cindy Yacaman: Mayerlis
- Herbert King: "El Indio" Manrique
- Rita Bendek: Engracia Romero de Oñate

a pesar de estar casada con Ángel María, el amor de su vida, nunca dejó de preguntarse qué hubiera pasado si hubiera seguido el camino de sus primas hermanas y hubiera dejado Barranquilla y se hubiera casado con algún heredero de una familia de alta alcurnia cartagenera. Muy en el fondo, le hubiera gustado codearse con la alta sociedad de la ciudad, asistir a fastuosas fiestas y salir en los páginas sociales de los periódicos, pero se resignó a ser la esposa de un hombre que aunque era rico, no venía de ninguna familia de apellido, ni tradición. Engracia, desde que nació su hija, se empeñó en que ella viviera por ella sus sueños de juventud, e hizo todo lo que estuvo en sus manos para que la hermosa jovencita hiciera parte de los grupos más selectos de la sociedad barranquillera. Al enterarse de que las jovencitas de las mejores familias de Cartagena estaban participando en reinados, Engracia se obsesionó con que su hija tenía que volverse reina. Por eso le propuso al alcalde organizar el primer reinado del carnaval en la ciudad, y postuló a su hija como la candidata del barrio
- Mimí Amaya: Conchita Vargas

Conchita, nieta de Ofelia y del Húngaro Gabor vio por primera vez un acordeón en la miscelánea de sus papás a los tres años. Desde ese momento quedó fascinada por el extraño objeto y apenas pudo sostenerlo entre sus brazos, aprendió a tocarlo acolitada por su abuelo a escondidas de Ofelia que desaprobaba por completo el capricho de su nieta. Su extraordinaria habilidad con el acordeón, sólo la vino a descubrir su hermano mayor Diomedes cuando ella a los dieciséis años, despidió a su abuelo en el entierro con una sentida canción que acompañó con el instrumento. A partir de ese momento, Diomedes empezó a acompañarla con la caja todas las noches, mientras tocaba el acordeón después de cerrar las puertas de la miscelánea, que unos años más tarde, heredarían tras la muerte de sus padres. Su talento lo tuvo que mantener escondido por mucho tiempo porque nadie en el valle hubiera permitido que una mujer tocara y menos así de bien, un instrumento que estaba reservado sólo para los hombres.
- Kleiron Romero: Diomedes Vargas

A Diomedes no le picó el bichito de la música hasta que oyó tocar acordeón a su hermana, y por complacerla, aprendió a tocar la caja. Siempre fue perezoso y no le gustaba esforzarse para nada hasta que por un descuido suyo, se prendió la miscelánea, herencia de sus padres y única fuente de ingreso de él y de su hermana. Desde ese momento le tocó tomar las riendas de su vida y él precisamente fue el que convenció a su hermana de que dejaran el pueblo donde vivían para ir a buscar otras oportunidades en Valledupar donde nació su abuela y donde todavía tenían familia.
- Orlando Lanboglia: Oquendo Morales

Desde que quedó viudo, Oquendo se convirtió en un personaje extraño y solitario. Dejó de jugar dominó y se dedicó de lleno a trabajar en su empresa de producción de manteca de cerdo. Sólo siguió frecuentando muy de vez en cuando a su amigo Ángel María, sobre todo para asuntos de negocios. Sus allegados trataron de conseguirle una mujer que llenara el vacío de su esposa, pero fue imposible. Oquendo sólo tenía un lugar en el corazón para Maye. Todo eso cambió cuando llegó el vallenato a El Alma de la Patria, y con la música de acordeón, Conchita. Desde que la vio, volvió a renacer la esperanza en su alma. Se enamoró profundamente del instrumento y de la extraña mujer y decidió arriesgarlo todo por tenerla a su lado.
- Héctor Zuleta
- Johanna Cure: Mercedes La Mencha

## Tercera generación
Colombia 1970. Esta historia la protagoniza Lorenzo Valencia, el cual fue instruido en el arte del vallenato por el mismísimo fantasma de Emiliano Larios. Aunque no lo sabe, Lorenzo es hijo de Concepción "Conchita" Vargas (prima de Abel Moscote) y Oquendo Morales. En su infancia fue perseguido por uno de los hombres más poderosos de la región del Valle, puesto que estaba destinado a ser rey Vallenato y este no lo iba a permitir, porque quería ese título para su hijo. Lorenzo fue criado por Tomasa Valencia en lo lejos de la capital del país, luego de que ese hombre asesinará a sus padres adoptivos (su tío Diomedes Vargas y una mujer de raza negra). Lorenzo aconsejado por Emiliano se va para Valledupar en busca de su destino. En el camino conoce a Alicia, y desde el momento que la conoció, supo que era la mujer de su vida. El padre de Alicia, Silvio Zambrano, es uno de los hombres más poderosos del Valle y el marimbero más buscado. Vive para convertir a su hijo Junior en el cantante de vallenato más grande de la historia, y esto lo lleva a cometer muchos delitos. Lorenzo llega al Valle y conoce a Carmen, la hija de Abel y Ada Luz, y quien junto con Alicia son las encargadas de la emisora. Un día en una reunión en la casa del nombrado nuevo alcalde del pueblo, las personalidades más importantes del Valle, entre ellos Carmen y Silvio, deciden llevar a cabo el Primer Festival Vallenato. Todos van a la capital en búsqueda de la ayuda del gobierno para la realización del evento y Silvio se las ingenia para convencer al ministro encargado que lo nombre director del festival. Lorenzo y Alicia se casan a escondidas en la capital, cosa que no le gusta mucho a Silvio. Días antes de la realización del festival, la identidad de Silvio, como el marimbero más grande de la región, es descubierta debido a que su mujer y mano derecha, Dalila, le contó al alcalde sobre todos sus crímenes y los planes del festival se vienen abajo. Carmen va en busca de la ayuda del presidente para realizar el festival. Silvio secuestra a Alicia, la cual se encuentra embarazada de Lorenzo, y la obliga a escribir una carta para Lorenzo, en donde le dice que debe faltar a la última prueba para que Junior gane si quiere que vuelva a su lado. Lorenzo se las arregla para encontrar el lugar en donde Silvio tiene secuestrada a Alicia, pero es sorprendido por este. Silvio intenta matar a Lorenzo pero Alicia recibe un balazo en su lugar. Alicia es llevada al hospital por Silvio, y Lorenzo queda inconsciente. Alicia muere por unos instantes pero regresa a la vida. Lorenzo cree que Alicia esta muerta y en la prueba final del vallenato canta la canción Alicia Adorada, legado de Emiliano y que se encontraba en un pergamino oculto en el acordeón de Conchita, madre de Lorenzo. Lorenzo es nombrado primer Rey del Festival de la Leyenda Vallenata y Junior como venganza, le dice que él es el culpable de la muerte de Alicia. Silvio encuentra a Dalila y a Junior juntos y esta le revela que es la amante de su hijo. Silvio mata a ambos y luego intenta suicidarse pero es detenido por el comandante Ricaurte. Lorenzo canta la canción de Alicia, una vez más en el río, y luego se suicida ahogándose. Carmen y el alcalde encuentran el cadáver de Lorenzo flotando en el río. Pasan unos meses, y Carmen anuncia por la radio el trabajo discográfico del rey muerto Lorenzo Valencia. Alicia escucha el long play de Lorenzo en la radio, teniendo en sus brazos a su hijo Emiliano, en la orilla del río donde Lorenzo se ahogó. 

### Elenco
- Ana Wills: Alicia Zambrano
- Beto Villa Jr: Lorenzo Valencia
- Ismael Barrios: Silvio Zambrano
- Edgar Victtorino: Junior Zambrano
- Eibar Gutiérrez: Pedro Pelaez, hijo del indio Manrique
- Natasha Klauss: Carmen Moscote
- Sergio Borrero: Jose Maestre
- Adriana Silva: Mariana, la esposa del alcalde
- Julio Echeverry: El Alcalde
- Maria Teresa Carrasco Rey: Dalila

## Audiencia en otros países
La telenovela se emitió completa, con sus 4 temporadas, en Ecuador, Estados Unidos y en Venezuela, con rotundo éxito.[cita requerida]
La producción tuvo altos índices de audiencia, incluso frente a los estrenos de telenovelas de otras producciones, hecho que fue resaltado por la prensa.

## Premios y nominaciones

### Premios TVyNovelas
| Año  | Categoría                         | Nominado          | Resultado |
| ---- | --------------------------------- | ----------------- | --------- |
| 2011 | Mejor Actriz Protagónica De Serie | Matilde Lemaitre  | Nominada  |
| 2011 | Mejor Actor Protagónico De Serie  | Beto Villa Jr     | Nominado  |
| 2011 | Mejor Actor Protagónico De Serie  | Alejandro Palacio | Nominado  |
| 2011 | Mejor Actriz Antagónica De Serie  | Katherine Porto   | Nominada  |

### Premios India Catalina
| Año  | Categoría                                     | Nominado                                               | Resultado |
| ---- | --------------------------------------------- | ------------------------------------------------------ | --------- |
| 2011 | Mejor Actor Protagónico De Telenovela         | Beto Villa Jr                                          | Nominado  |
| 2011 | Mejor Actor Protagónico De Telenovela         | Alejandro Palacio                                      | Nominado  |
| 2011 | Mejor Actor Antagónico De Telenovela          | Julio Echeverry                                        | Ganador   |
| 2011 | Mejor Actriz/Actor De Reparto Telenovela      | Ana María Jaraba                                       | Nominada  |
| 2011 | Mejor Telenovela                              | Tierra De Cantores l                                   | Nominada  |
| 2011 | Mejor Telenovela                              | Tierra De Cantores ll                                  | Nominada  |
| 2011 | Mejor Dirección De Telenovela                 | Tierra de cantores                                     | Nominada  |
| 2011 | Mejor Libreto Original De Telenovela          | Andrés Huerta, Mauricio Barrera y Camila Salamanca por | Nominada  |
| 2011 | Mejor Arte Y Fotografía De Telenovela O Serie | Tierra de cantores                                     | Nominads  |
| 2011 | Mejor banda sonora De Telenovela/Serie        | Tierra De Cantores l                                   | Ganador   |
| 2011 | Mejor banda sonora De Telenovela/Serie        | Tierra De Cantores ll                                  | Nominada  |